# Takeo Moriyama
Takeo Moriyama (森山 威男 Moriyama Takeo?) (nacido el 27 de enero de 1945 en Katsunuma (actual Kōshū) en la prefectura de Yamanashi) es un baterista de jazz japonés.
Moriyama tocaba el piano cuando era niño antes de pasar a la batería al final de su adolescencia. Luego asistió a la Universidad de las Artes de Tokio, donde se licenció en interpretación de percusión. Se unió al pequeño grupo de Yosuke Yamashita en 1967 y realizó varias giras internacionales con el grupo hasta que lo dejó en 1975. Se mudó a Nagoya en 1977 y comenzó a dirigir sus propios grupos.  Además de Yamashita, ha actuado o grabado con Aki Takase, Akira Miyazawa, Fumio Itabashi, Masahiko Satoh, Peter Brötzmann, Nobuyoshi Ino, Takehiro Honda y Manfred Schoof.